# Byggnader vid Handelshögskolan i Stockholm

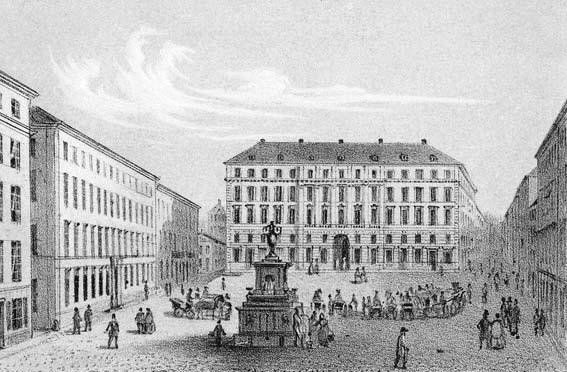
Åren 1909–1928 låg Handelshögskolan i Stockholm (HHS) i byggnaden Brunkebergs hotell vid Brunkebergstorg 2 i stadsdelen Norrmalm i Stockholm. Byggnaden revs 1969 under Norrmalmsregleringen och ersattes 1976 med Sveriges Riksbanks nya byggnad.

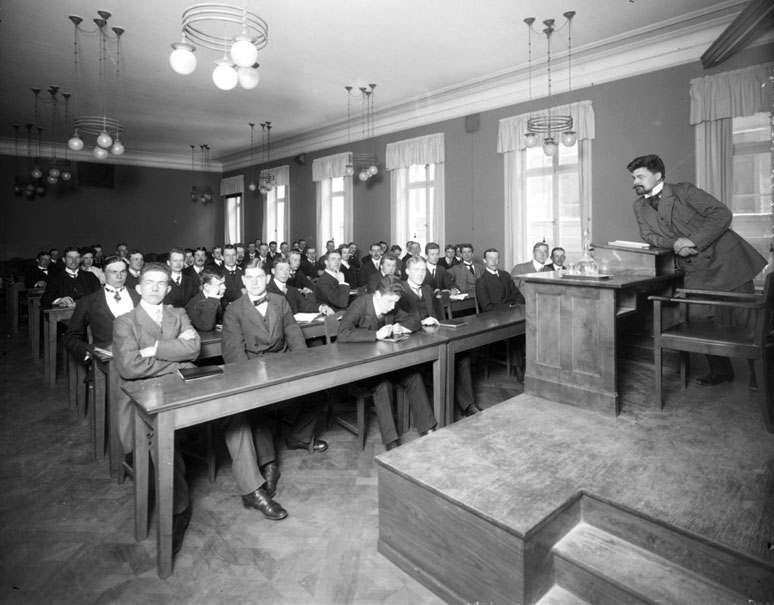
Ernst Walb, professor i handel och bankväsen 1910-1911, undervisar studenter vid Handelshögskolan i Brunkebergs hotell år 1911.

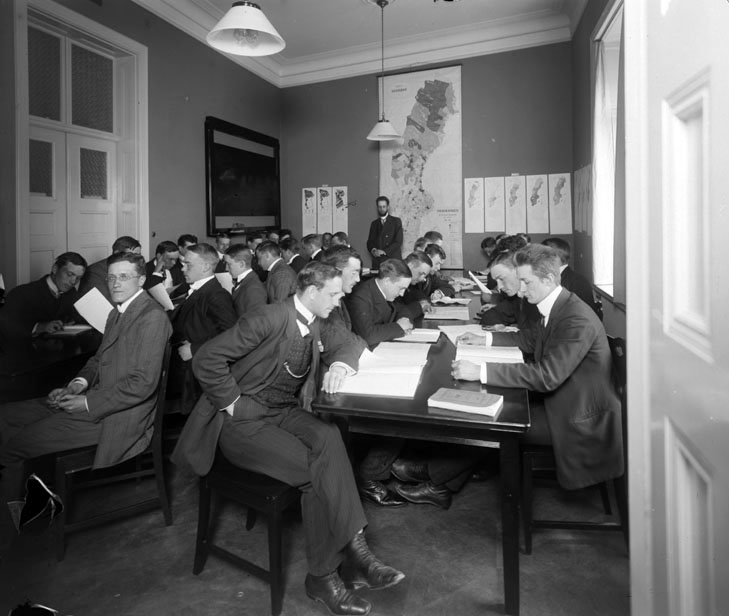
Eli Heckscher, professor i nationalekonomi, statistik och ekonomisk historia 1909–1945, (längst bak framför kartan) undervisar vid HHS i Brunkebergs hotell år 1911. Studenten Lars Ture Bohlin, grundare av Bohlins Revisionsbyrå (idag KPMG Bohlins) böjd över en bok vid högra bordet.

Handelshögskolan i Stockholms byggnader är belägna på Handelshögskolan i Stockholms campus i Stockholm Stockholm.
Campus omfattar högskolans byggnader på Bertil Ohlins gata, Holländargatan, Kungstensgatan, Saltmätargatan, Norrtullsgatan och Sveavägen vid parken Observatorielundens sydöstra hörn i stadsdelen Vasastan i Stockholms innerstad.
Stockholm School of Economics in Riga grundades av Handelshögskolan i Stockholm 1994 och är belägen i Riga i Lettland.

## Historiska lokaler

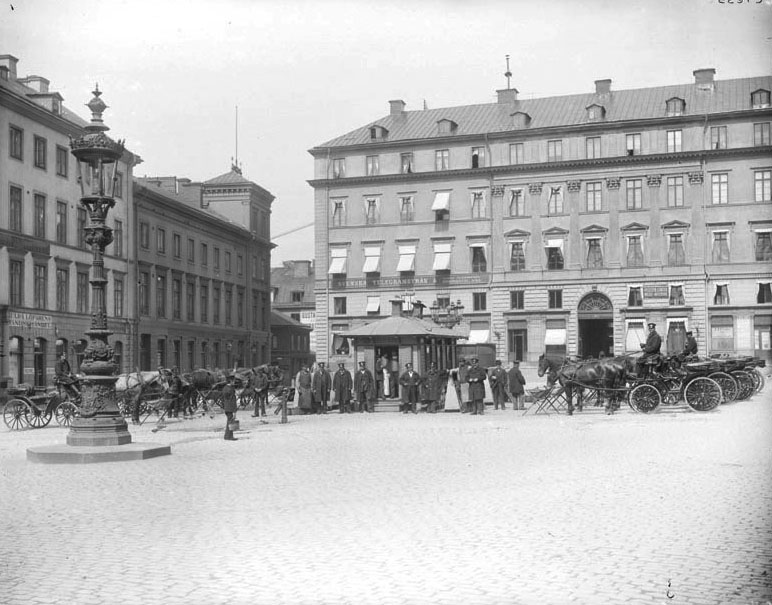
Handelshögskolan i Stockholm låg 1909-1926 på andra och halva tredje våningen i Brunkebergs hotell på Brunkebergs torg 2 i Stockholm. Bild från 1896.

### Brunkebergs hotell
Handelshögskolan i Stockholm låg från det att den grundades år 1909 och fram till 1926, på Brunkebergstorg 2, (fastigheten Skansen20, det vill säga tomten bakom det som idag är Kulturhuset) i stadsdelen Norrmalm i centrala Stockholm. Lokaler hyrdes där på våning två och halva våning tre i ett hus, som för samtiden var känt som Brunkebergs hotell. Byggnaden hade uppförts 1837–1841 efter ritningar arkitekt Per Axel Nyström. Denna ursprungliga byggnad revs 1969 och på samma plats uppfördes 1976 Riksbankshuset, Sveriges riksbanks nya byggnad, efter ritningar av arkitekt Peter Celsing. Handelshögskolan var vid denna tid den enda handelshögskolan i Sverige; den akademiska ekonomexamen skolan inrättat blev snabbt populär och antalet studenter ökade snabbt. Detta ledde till att de hyrda lokalerna i hotellet vid Brunkebergstorg inte längre räckte till.

## Nuvarande lokaler
Handelshögskolan i Stockholms verksamhet i Stockholm är koncentrerad till ett område sydöst om parken Observatorielunden i stadsdelen Vasastan i Stockholms innerstad. Handelshögskolan äger flera fastigheter i detta område, vid gatorna Bertil Ohlins gata, Holländargatan, Kungstensgatan, Saltmätargatan, Norrtullsgatan och Sveavägen.

### Huvudbyggnaden vid Sveavägen

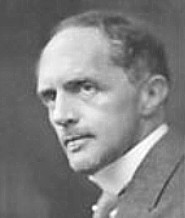
Arkitekt Ivar Tengbom ritade Handelshögskolans huvudbyggnad vid Sveavägen 65. Tengbom är internationellt känd för Stockholms konserthus och stilen Swedish grace.

Handelshögskoleföreningen, bestående av högskolans ägare och under ledning av Knut Agathon Wallenberg, fattade i början av 1920-talet beslut om att en ny, mer ändamålsenlig byggnad skulle uppföras för högskolan vid Sveavägen 65 (fastigheten Sandgropen 7) i Vasastan i Stockholm, efter ritningar av arkitekt Ivar Tengbom. 
Den nya byggnaden stod färdig i slutet av år 1925. Verksamheten flyttade in i de nya lokalerna året därpå. 

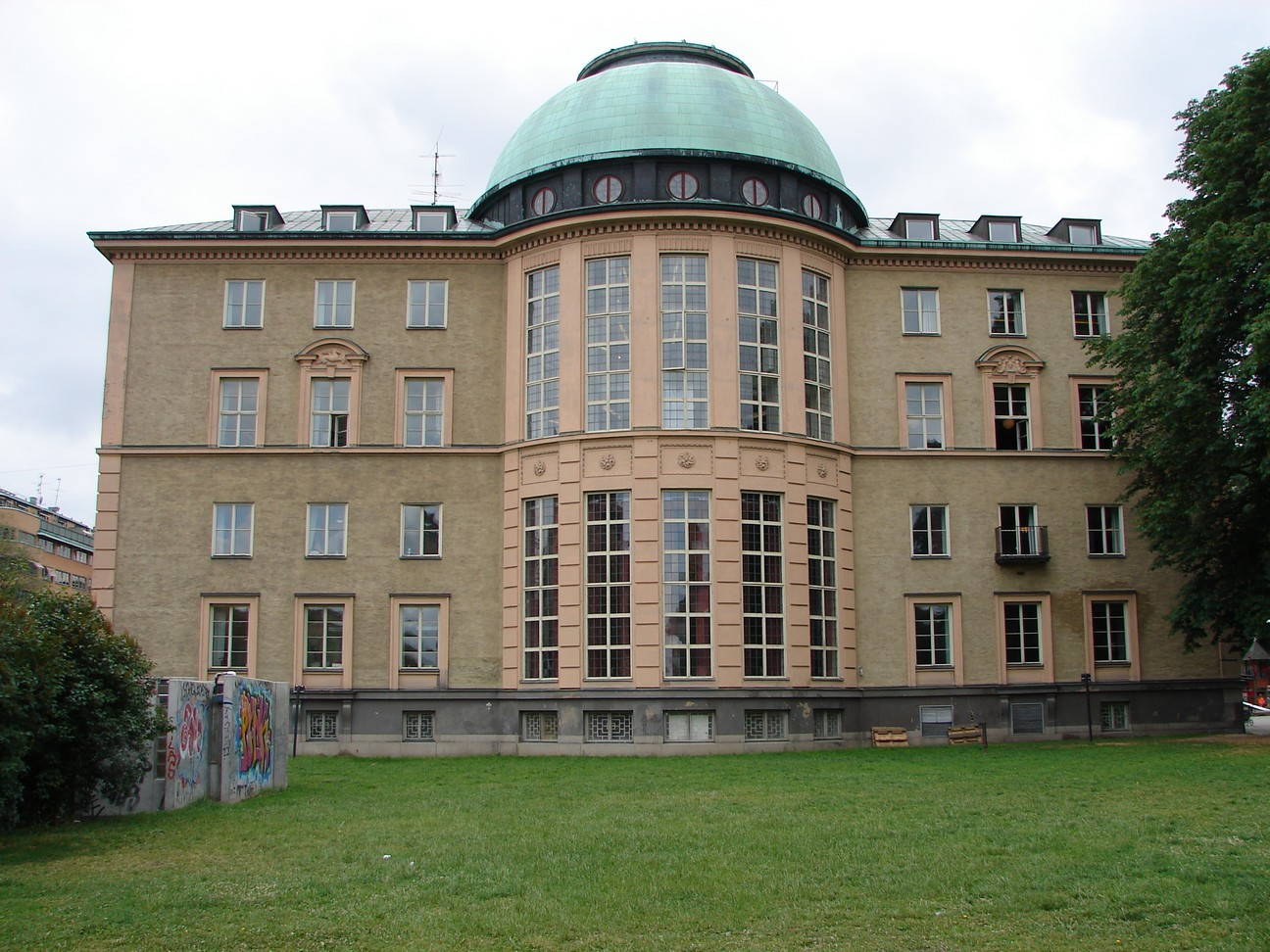
I huvudbyggnadens kupol och på burspråkets andra våning, ligger högskolans bibliotek. På bottenvåningen innanför burspråket, ligger aulan. I rotundan, på källarvåningen under burspråket, ligger kårens bar.

#### Bibliotek, aula och rotunda
Den arkitektoniskt sett mest intressanta delen av den nya huvudbyggnaden vid Sveavägen 65, är dess burspråk och kupol, vilka utgör del av byggnadens norra fasad mot Observatorielunden och Stockholms stadsbibliotek. Innanför burspråket ligger, på byggnadens botten- och första våning, skolans stora aula med plats för 300 åhörare. Aularummet är cirkelrunt (formen av en stående cylinder) och flankeras av antika kolonner med doriska kapitäl. 
På de högre våningarna innanför burspråket finns skolans bibliotek. Inuti den sfäriska kupolen finns fyra mindre, cirkulära våningsplan (våningar 7–10) med specialanpassade bokhyllor och läsplatser med utsikt över Observatorielunden och Stockholms stadsbibliotek. En spiraltrappa förbinder kupolens olika våningar med resten av biblioteket. De cirkulära våningsplanen i kupolen, kallas för "Boktornet".
Handelshögskolan i Stockholms bibliotek var ursprungligen slutet, det vill säga endast bibliotekets personal hade tillträde; idag har dock skolans studenter och forskare rätt att besöka samlingarna och själva hämta de böcker de vill låna. Biblioteket har till stor del kvar sin originalinredning från byggnadens invigning år 1925, inkluderande väggbeklädnader i form av mörka ek- och valnötsträpaneler, innerväggar av ek och infattat glas samt ornamentering i smidesjärn. På källarvåningen under aulan, ligger en cirkelformad rotunda. Här planerar skolans studentkår att bygga en ny bar med dansgolv.

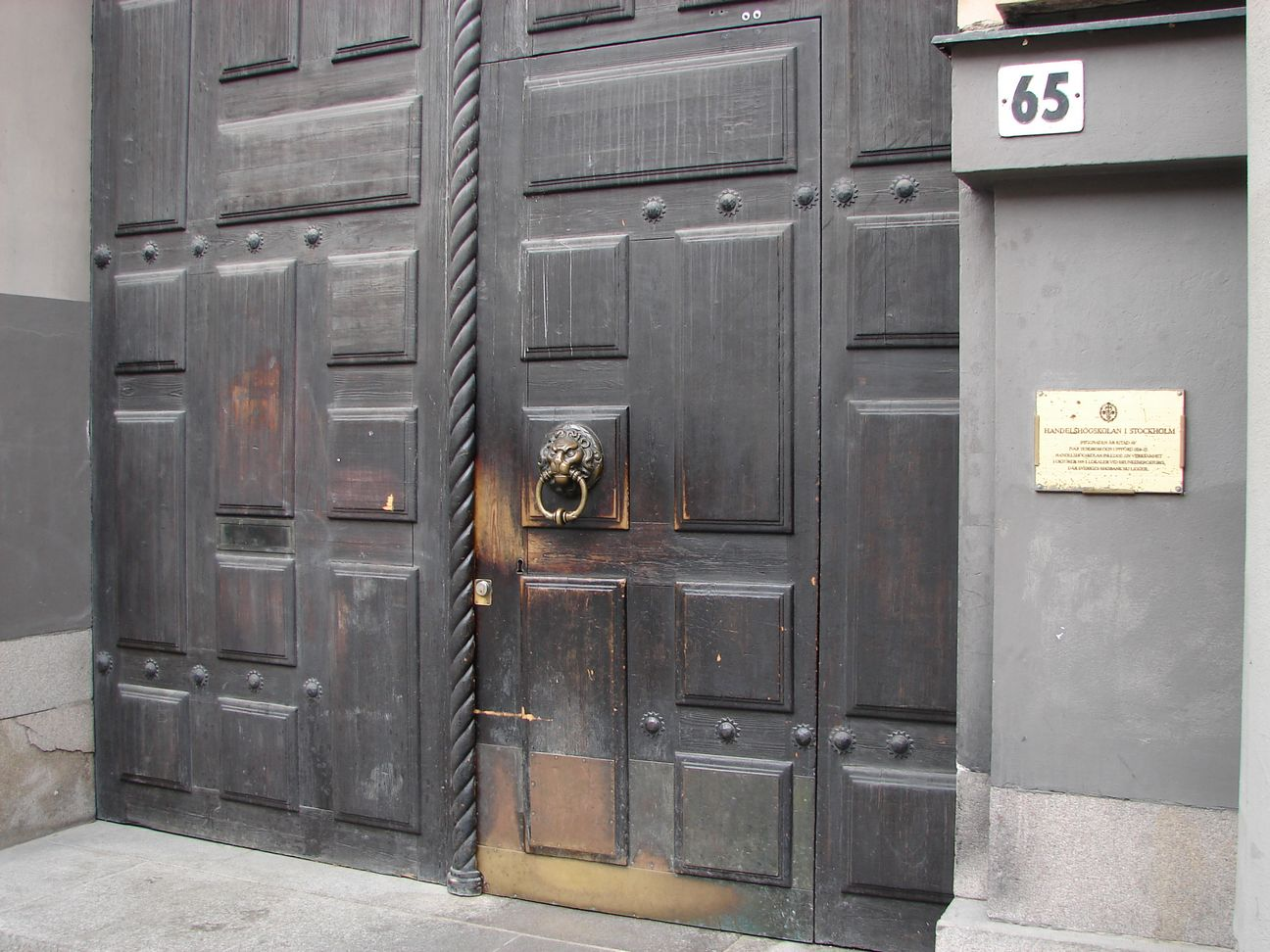
Den mäktiga, 10 meter höga ekporten vid Sveavägen 65.

#### Fasad och porten mot Sveavägen
Skulpturen av Merkurius (i grekisk mytologi Hermes) samt stenreliefer i fönsterkornischer på högskolans fasad mot Sveavägen, utfördes av Ansgar Almquist (1889-1973, även Ansgarius Almquist). Almquist, som studerat vid École des Beaux Arts i Paris i Frankrike, har även utfört reliefer i nischerna i fasaden till Bolinderska palatset i Stockholm och trappmäklare i brons i trapphallen i Stockholms Konserthus.
Huvudbyggnadens stora port mot Sveavägen, utgörs av två stycken 5 meter höga dörrar i massiv ek. Portalen i sin helhet är 7 meter hög. En intressant detalj är dörrarnas låskonstruktion, som är en kopia av en medeltida låskonstruktion. Låset sitter fäst på insidan av den högra dörren och har de imponerande måtten 35×20×10 cm (längd, bredd och höjd).

#### Om- och tillbyggnationer under Efterkrigstiden
Huvudbyggnaden vid Sveavägen 65 har under Efterkrigstiden (1945-1989) byggts ut vid två tillfällen. 
1976 byggdes en ny sydlig flygel vid Kungstensgatan, för administration och forskning. Denna ritades av arkitekt Åke Ahlström (1918-2001) och uppfördes 1976. Därefter genomfördes, under ledning av Ahlström, en omfattande renovering av huvudbyggnaden, med bland annat installation av ny spiraltrappa i betong. Ahlström är även känd för Riksarkivets huvudbyggnad på Kungsholmen i Stockholm (uppförd 1968). 
En ny västlig flygel mot Saltmätargatans nordligaste del (nuvarande Bertil Ohlins gata), byggdes senare. Denna bestod av en korridor och två delvis underjordiska föreläsningssalar, Ragnar och Torsten. Korridoren förband huvudbyggnadens nordliga och sydliga flyglar med de två nybyggda föreläsningssalarna. Dessa namngavs efter bröderna Ragnar Söderberg och Torsten Söderberg, vars stiftelse gjort stora donationer till skolan. Genom uppförandet av de sydliga och västliga flyglarna, fick byggnaden en sluten innergård. Innergården har i sin tur grävts ut, vilket möjliggjort uppförandet tre underjordiska föreläsningssalar, bland annat KAW (Knut och Alice Wallenberg), vilket är Handelshögskolans tekniskt mest avancerade föreläsningssal. Tillbyggnaderna ritades av Tengbomgruppen, Sveriges äldsta arkitektbyrå, grundad 1906 av Ivar Tengbom, som 1925 ritat högskolans huvudbyggnad. Arbetena utfördes av Looström & Gelin, Sveriges äldsta konstruktionsbyrå, grundad 1903 och som även utfört arbeten vid Handelsbankens kontor på Kungsträdgårdsgatan 4.

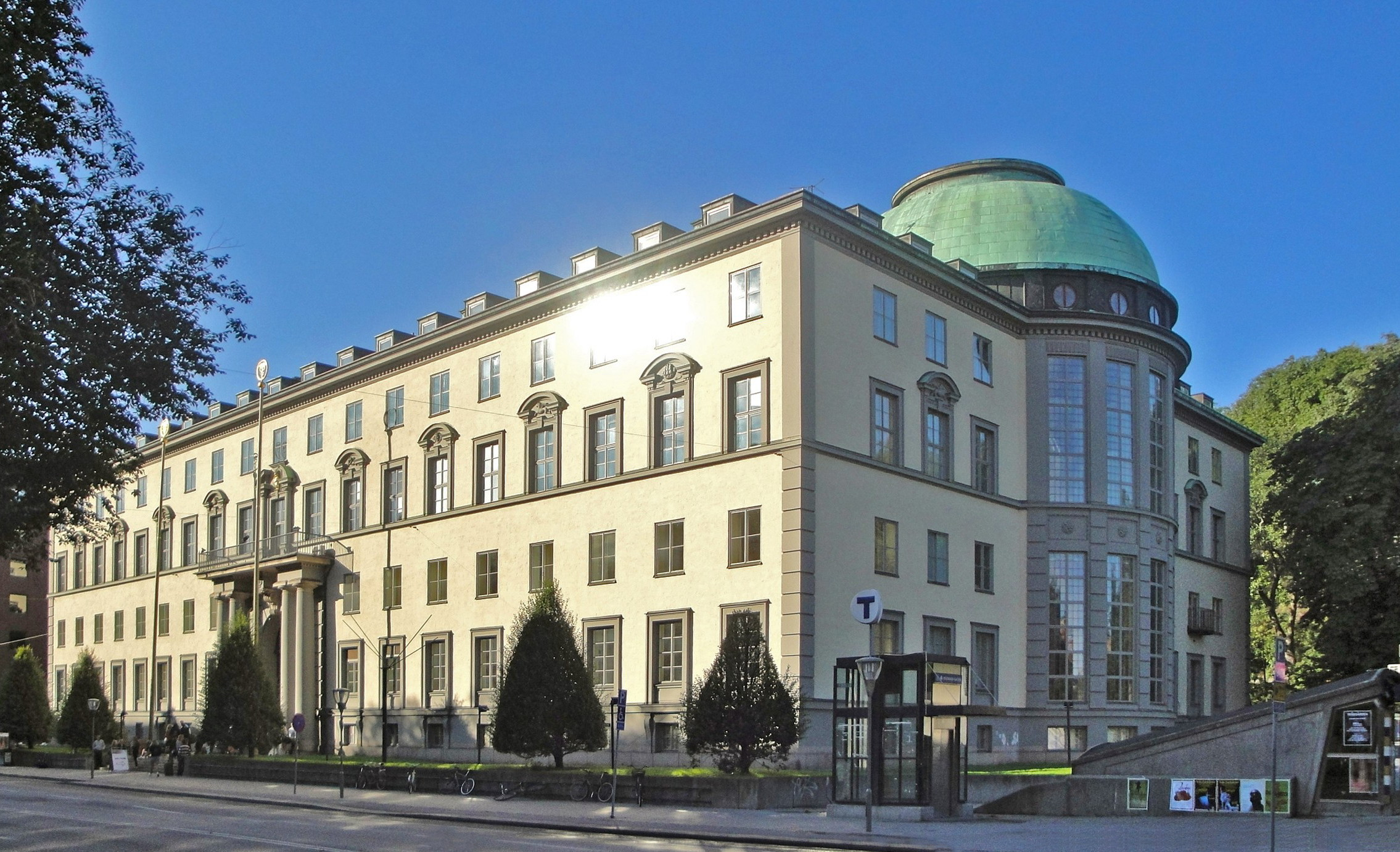
Handelshögskolan i Stockholms huvudbyggnad på Sveavägen 65.

#### Om- och tillbyggnationer under 2000-talet
Inför skolans 100-årsjubileum år 2009 gjordes stora donationer från bland annat Knut och Alice Wallenbergs stiftelse och medlemmar av Handelshögskoleföreningen. Dessa har möjliggjort en större ombyggnad av skolans huvudbyggnad på Sveavägen 65. Byggnadens västra flygel mot Observatorielunden revs under 2012 och ersättes med en ny fyravåningslänga. På så vis har högskolans kontors- och undervisningsyta kunnat utökas med cirka en tredjedel. Den nya flygeln möjliggjorde också byggandet av ett glastak över skolans innergård. Den inglasade, och vintertid uppvärmda, innergården används som studieplats för skolans studenter och för representation. 
Byggprojektet utfördes av Ahrbom & Partner, en arkitektbyrå grundad 1999. Byrån har lett flera och om- och tillbyggnationer av arkitektoniskt värdefulla miljöer, bland annat Kungliga Tekniska högskolans biblioteks nya prisbelönta lokaler, ombyggnaden av Ferdinand Bobergs Centralposthus och Stockholms rådhus.
Det omfattande renoveringsprojektet inleddes i slutet av september 2008, genom att Rotundan, ett stort cirkelrunt rum beläget på källarvåningen omedelbart under aulan, och Bananen, en korridor som löper söder om och runt Rotundan, stängdes av. Den tidigare underutnyttjade Rotundan byggdes om till Handelshögskolans i Stockholm Studentkårs nya pub med dansgolv. Detta möjliggjorde att kårens tidigare pub kunde omvandlas till matsal. Handelshögskolan i Stockholm har tidigare varit ett av de få högskolor och universitet i Stockholm som saknat egen studentmatsal. Studentkåren gjorde i mitten av september 2008 en opinionsundersökning bland sina medlemmar; frågan var "Vad anser Du att Kåren bör fokusera på under den kommande terminen?". 47% av de tillfrågade svarade "Renovering av kårens lokaler" (det näst mest populära svarsalternativet, "Sociala aktiviteter", fick endast 18% av rösterna).

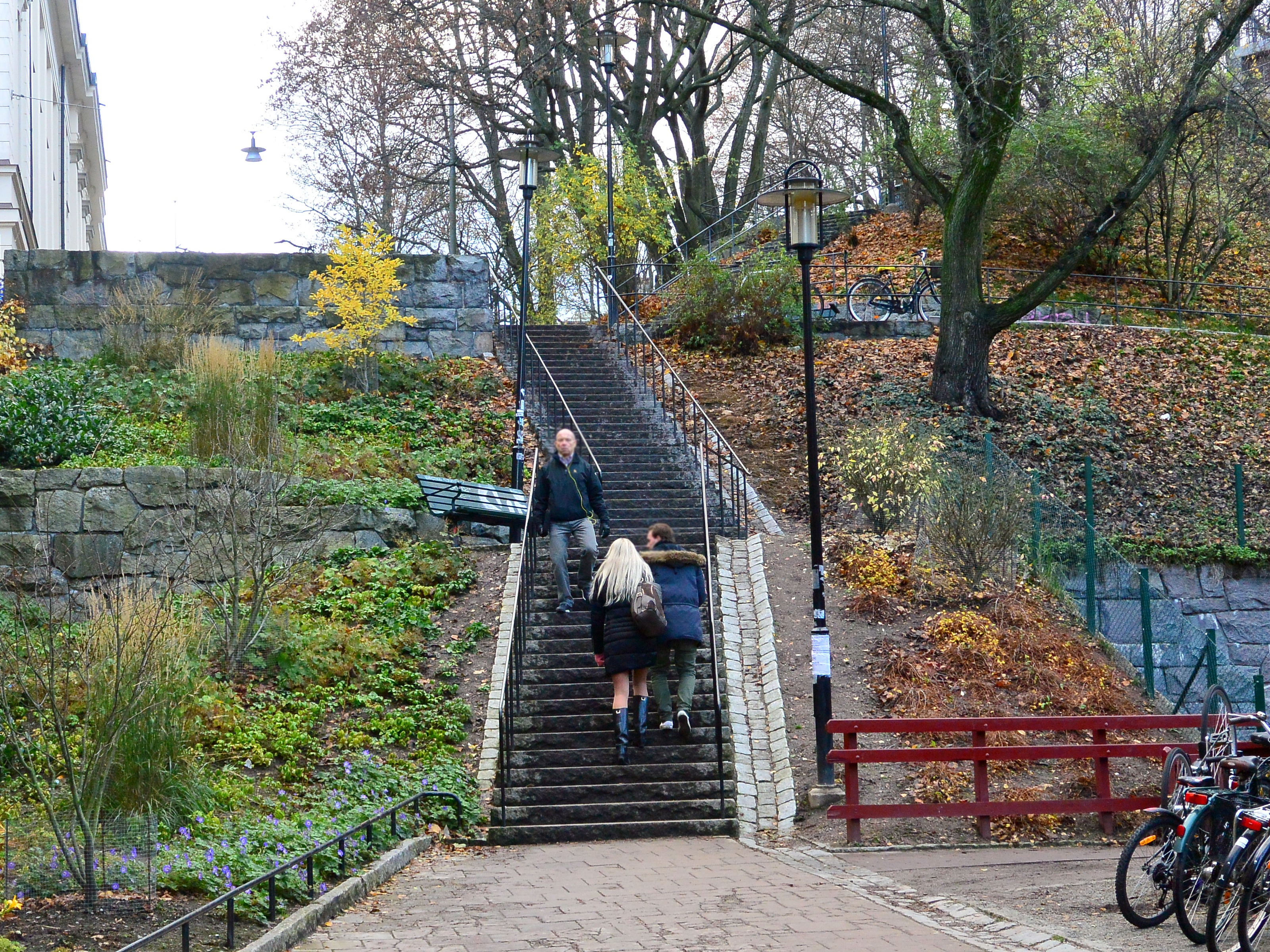
Kungstenstrappan förbinder Handelshögskolan med Holländargatan och Stockholms universitets (tidigare Stockholms högskola) gamla huvudbyggnad på Kungstensgatan 45.

### Holländargatan och Saltmätargatan
Skolan har också kunnat expandera genom anskaffandet av flera fastigheter i kvarteret Luftspringaren, mellan Holländargatan, Kungstenstrappan, Rådmansgatan och Saltmätargatan vid Spökparken. Lokalerna vid Holländargatan vid Spökparken tillhörde tidigare Stockholms högskola, föregångare till Stockholms universitet. Dessa lokaler utgjorde tidigare Stockholms högskolas kårhus och det var här som den så kallade Kårhusockupationen ägde rum, under Majrevolten i Sverige 1968, och utbildningsminister Olof Palme höll tal till studenterna.

### Bertil Ohlins gata
I samband med 2013 års Ohlinföreläsning vid Handelshögskolan i Stockholm döptes en del av Saltmätargatan som ligger norr om Kungstensgatan och bakom Handelshögskolan i Stockholms huvudbyggnad om till Bertil Ohlins gata. Gatan invigdes av Stockholms skolborgarråd Lotta Edholm (FP), som är ordförande i utbildningsnämnden i Stockholms stad sedan 2006 och gruppledare och främsta företrädare för Folkpartiet i Stockholms stad. Bertil Ohlin var professor i nationalekonomi vid Handelshögskolan i Stockholm åren 1929–1965 och partiledare för Folkpartiet åren 1944–1967. Ohlin var en av grundarna bakom Stockholmsskolan, hans viktigaste nationalekonomiska bidrag är det så kallade Heckscher-Ohlin-teoremet. Han tilldelades Sveriges Riksbanks pris i ekonomisk vetenskap till Alfred Nobels minne den 10 december 1977 för sina insatser inom handelsteori. Bertil Ohlin är far till Anne Wibble, Sveriges finansminister 1991–1994.

## Handelshögskolan och Stockholms högskola

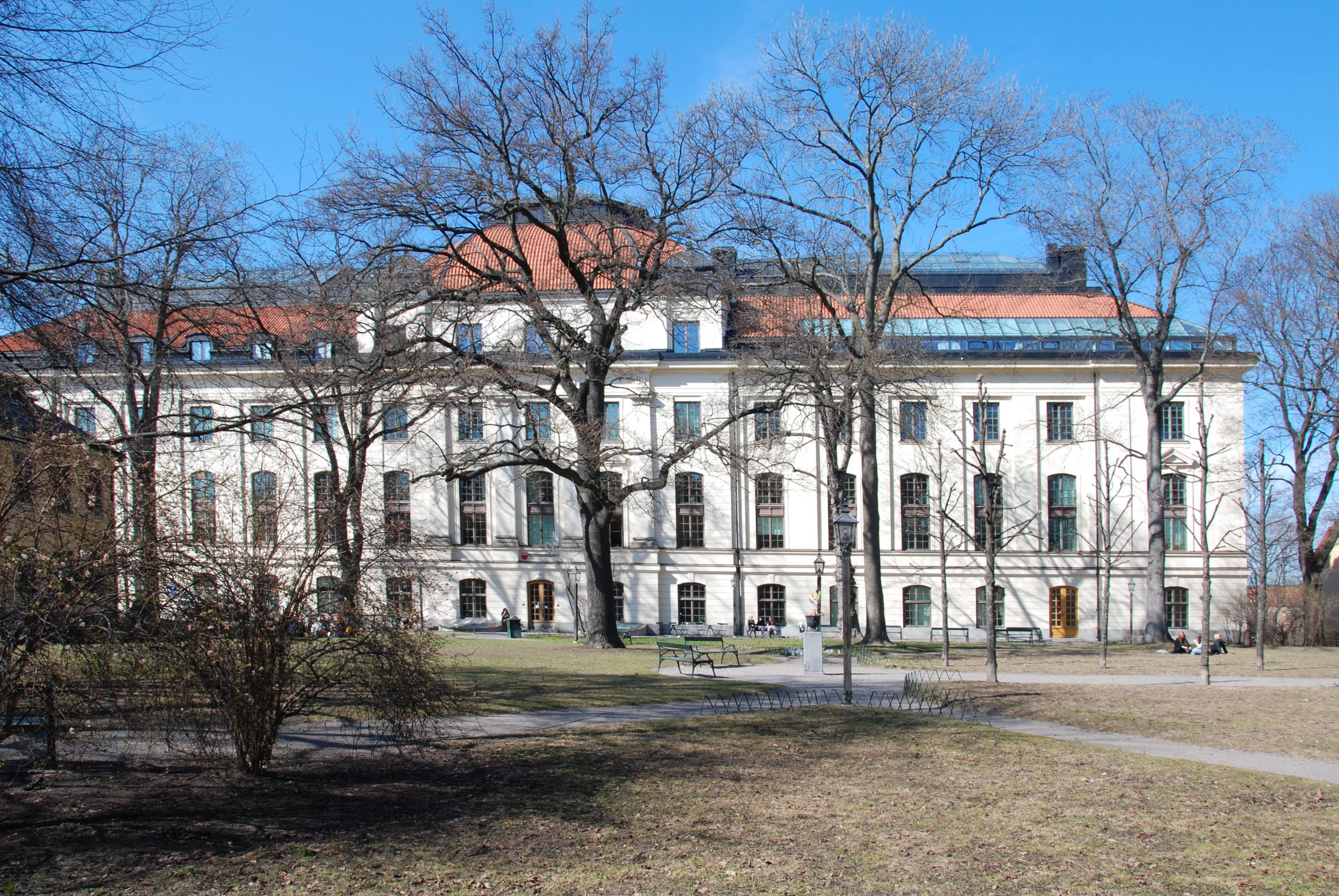
Stockholms högskolas tidigare huvudbyggnad "Gråsuggan" på Kungstensgatan 45 i Stockholm.

### Akademiskt samarbete mellan Handelshögskolan och Stockholms högskola
Stockholms högskolas (föregångaren till Stockholms universitet) tidigare huvudbyggnad (enligt samtida folkmun "Gråsuggan") ligger vid Kungstensgatan 45, omedelbart ovanför och väster om Handelshögskolan. De två högskolorna hade ursprungligen mycket nära band och bedrev omfattande akademiskt samarbete. Samarbetets omfattning har avtagit efter det att universitetet år 1970 flyttade till sina nya lokaler i Frescati på Norra Djurgården i nuvarande Nationalstadsparken i norra Stockholms stad.
Ett av de främsta exemplen på detta nära samarbete var Handelshögskolans bidrag till utvecklandet av en företagsekonomisk institution vid Stockholms universitet. Institutionen tillkom i slutet av 1950-talet som en filial till Handelshögskolan. Undervisningen bedrevs till en början genom att Handelshögskolan upplät undervisningsplatser till intresserade studenter från Stockholms högskola. Den drivande kraften bakom den företagsekonomiska institutionens utveckling vid denna tid var en professor vid Handelshögskolan, T. Paulsson Frenckner. 

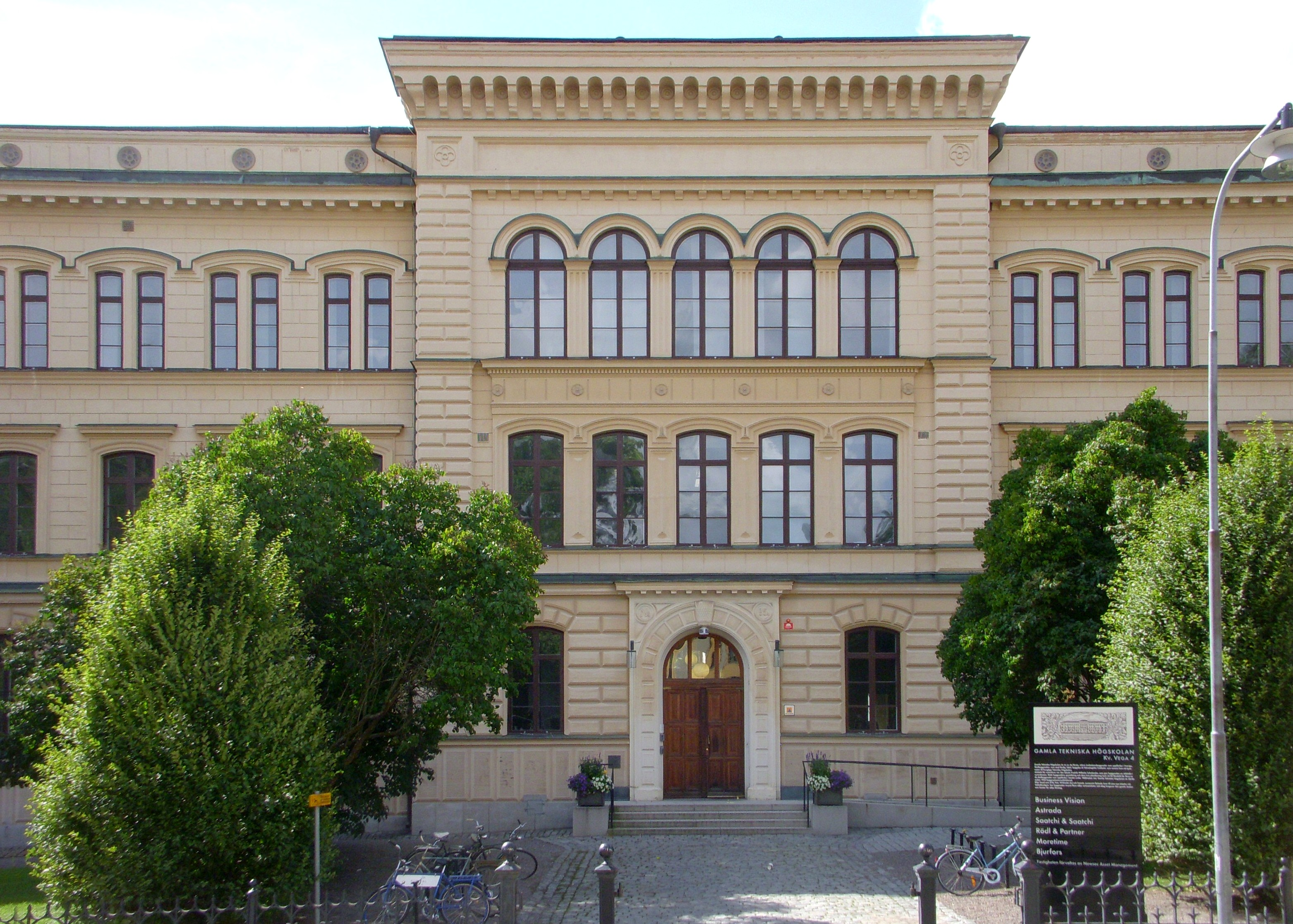
Teknologiska institutets (enligt skylten på bilden "Gamla Tekniska högskolan") huvudbyggnad på Drottninggatan i Stockholm.

1960 gavs Stockholms högskola universitets rang och bytte namn till Stockholms universitet. 1970 invigdes universitetets nya byggnader på Frescati, och Företagsekonomiska kunde flytta dit från sina tidigare alltför små lokaler i Stockholms innerstad. Institutionen har sedan 1970-talet expanderat kraftigt. Den är idag Norra Europas största utbildningsinstitution inom ekonomi, med fler studenter än sin grundare Handelshögskolan.

### Byggnader med anknytning till Handelshögskolan och Stockholms högskola
Området runt Handelshögskolan och Observatorielunden i Vasastan i Stockholm hade tidigare karaktären av ett innerstadsuniversitetområde. Liknande områden finns idag i stadsdelen Bloomsbury i London, där University of London har sina lokaler, och i det femte arrondissementet i Paris, där Université de Paris har sina lokaler. Ett stort antal byggnader med anknytning både till Stockholms universitets och Handelshögskolans tidiga historia finns kvar i området runt Handelshögskolan. 

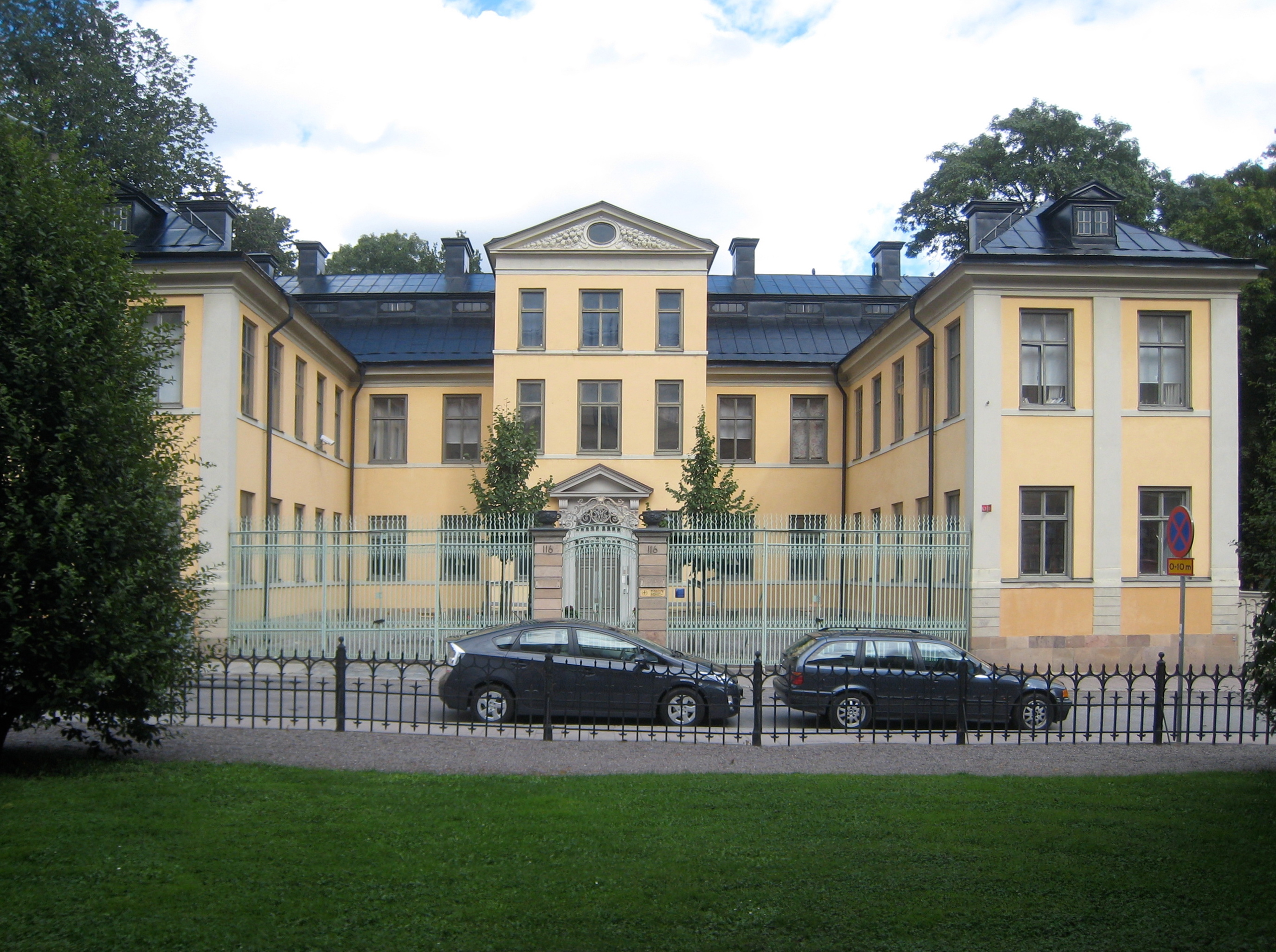
Det enligt legenden hemsökta Schefflerska palatset, även kallat "Spökslottet". Byggnaden tillhör fortfarande Stockholms universitet och är arbetsplats för dess professor emeritus, så kallade "spöken".

Till dessa byggnader hör Stockholms gamla observatorium ("Observatoriet") i Observatorielunden. Tvärs över den så kallade Spökparken ligger Schefflerska palatset (det enligt legenden hemsökta "Spökslottet") och Sveriges lantbruksuniversitet. Lantbruksuniversitetets lokaler var tidigare Teknologiska institutets huvudbyggnad. Teknologiska institutet döptes senare om till Kungliga Tekniska högskolan och flyttade till sina nuvarande lokaler på Valhallavägen i stadsdelen Östermalm i Stockholm.  
Stockholms högskolas gamla huvudbyggnad ligger vid Kungstensgatan 45, mellan Spökparken och Observatorielunden. Under 1990-talet, i samband med att Handelshögskolan var i behov av fler lokaler, fanns planer på att ta över denna byggnad, vilken ligger mycket nära skolans byggnader vid Holländargatan och dess huvudbyggnad vid Sveavägen 65. Även Handelshögskolans huvudbyggnad har adress mot Kungstensgatan. Den så kallade Kopparporten, ingången till Handelshögskolans i Stockholm studentkårs lokaler, har adress Kungstensgatan 32. Handelshögskolans planer att ta över Stockholms högskolas gamla huvudbyggnad förverkligades dock inte och ett nytt campus har istället byggts upp på Lidingö, omedelbart öster om Stockholm. 

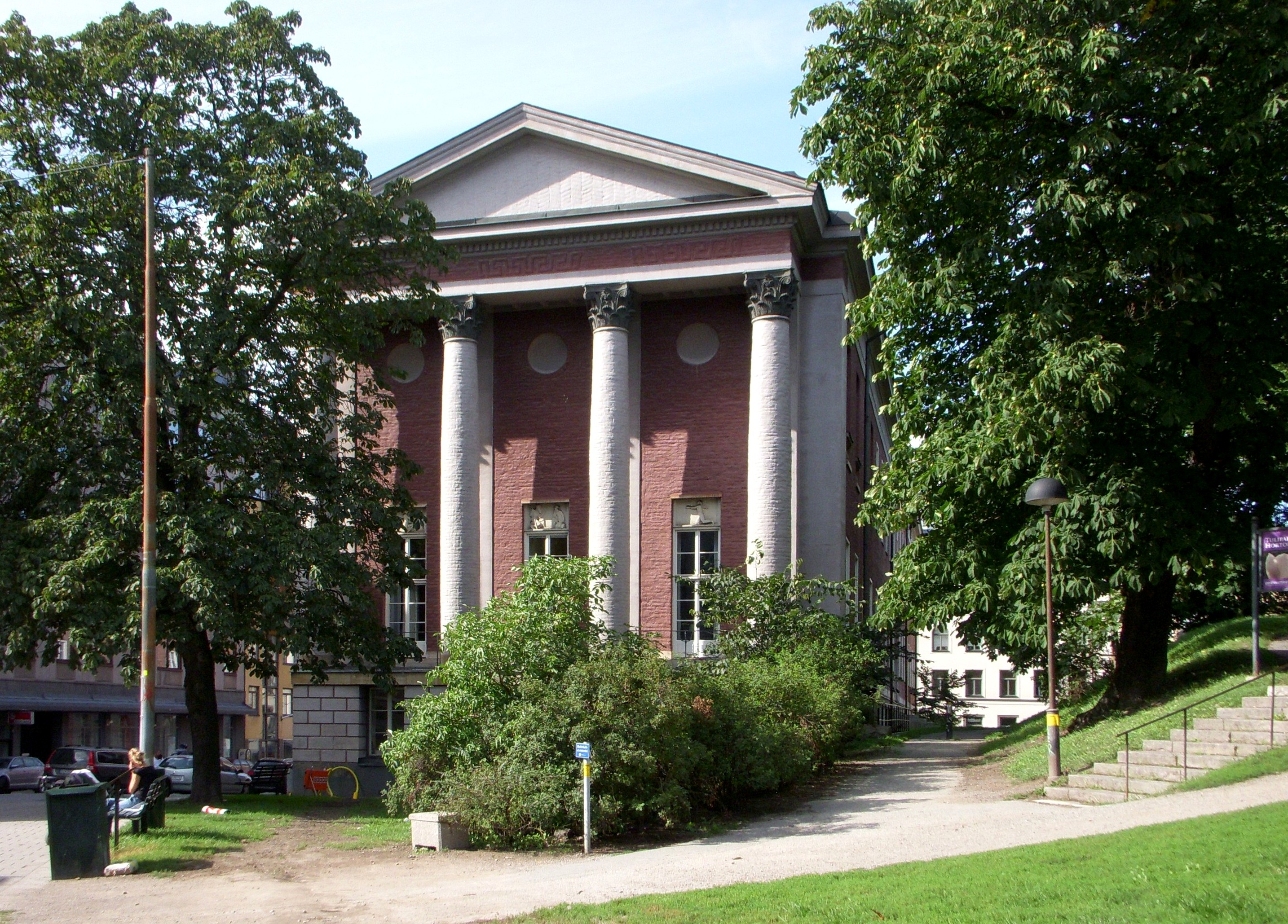
Studentpalatset, tidigare Stockholms högskolas juridiska fakultet "Juridicum".

Vid Norrtullsgatan 2 i Vasastaden i Stockholm ligger Studentpalatset. Byggnaden tillhörde tidigare Stockholms högskola och utgjorde högskolans juridiska fakultet, kallad Juridicum). I samband med att Stockholms högskola döptes om till Stockholms universitet och flyttade till Frescati, togs byggnaden över av Stockholms Studentkårers Centralorganisation SSCO. Organisationen döpte om byggnaden till Studentpalatset och inrättade läsplatser för studenter där. Handelshögskolans i Stockholm studentkår är medlem i SSCO, varför kårens medlemmar har tillträde till det stora antal läsplatser och andra resurser som idag finns där. Handelshögskolan övertog under 1970-talet Stockholms högskolas studentkårs gamla kårhus på Holländargatan 32 vid Spökparken. Året 1968, då denna byggnad fortfarande användes som kårhus för Stockholms högskolas studenter, ägde här den berömda kårhusockupationen rum, som en del i majrevolten i Sverige. Bland de kända personer som närvarade vid kårhusockupationen märks Ulf Adelsohn, Carl Bildt, Anders Carlberg, Jan Guillou, Åsa Moberg och Olof Palme. Den sal där ockupanterna åt och sov och där dåvarande utbildningsminister Olof Palme höll ett berömt tal till studenterna och argumenterade mot Anders Carlberg, ordförande i Vänsterns ungdomsförbund, kallas idag "Stora salen", och används av Handelshögskolan som föreläsningssal och för tentamensskrivningar och representation.

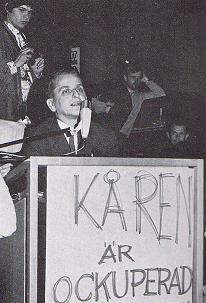
Utbildningsminister Olof Palme diskuterar demokrati med ockupanterna på Holländargatan 32, i vad som idag är HHS:s Stora salen.

## Handelshögskolans systerhögskolor Riga, St Petersburg, Tokyo och Norrtälje

### Stockholm School of Economics in Riga och Stockholm School of Economics in Russia
Handelshögskolan i Stockholm har under de senaste två decennierna varit mycket aktiv vad gäller att etablera filialer och systerorganisationer i främst Baltikum och Ryssland. Den internationella expansionen inleddes under Staffan Burenstam Linders, professor i internationell ekonomi 1974–1988 och innehavare av Tore Browaldhs professur i internationell ekonomi 1988–1995, vid högskolan 1986–95. Efter Burenstam Linders initiativ grundades Stockholm School of Economics in Riga 1994 i Riga i Lettland. Han tog även initiativ till grundandet av en handelshögskola i Ryssland. Stockholm School of Economics in Russia grundades 1997 i Sankt Petersburg i Ryssland och bedrev även verksamhet i Rysslands huvudstad Moskva fram till 2022 då verksamheten avvecklades.  
SSE Rigas byggnad på Strelnieku iela 4a i centrala Riga är en berömd byggnad i Art Nouveaustil ritad av arkitekten Michail Eisenstein. Byggnaden hör till Rigas landmärken och har troligtvis en högre profil i staden, än vad byggnaden på Sveavägen 65 har i Stockholm. 

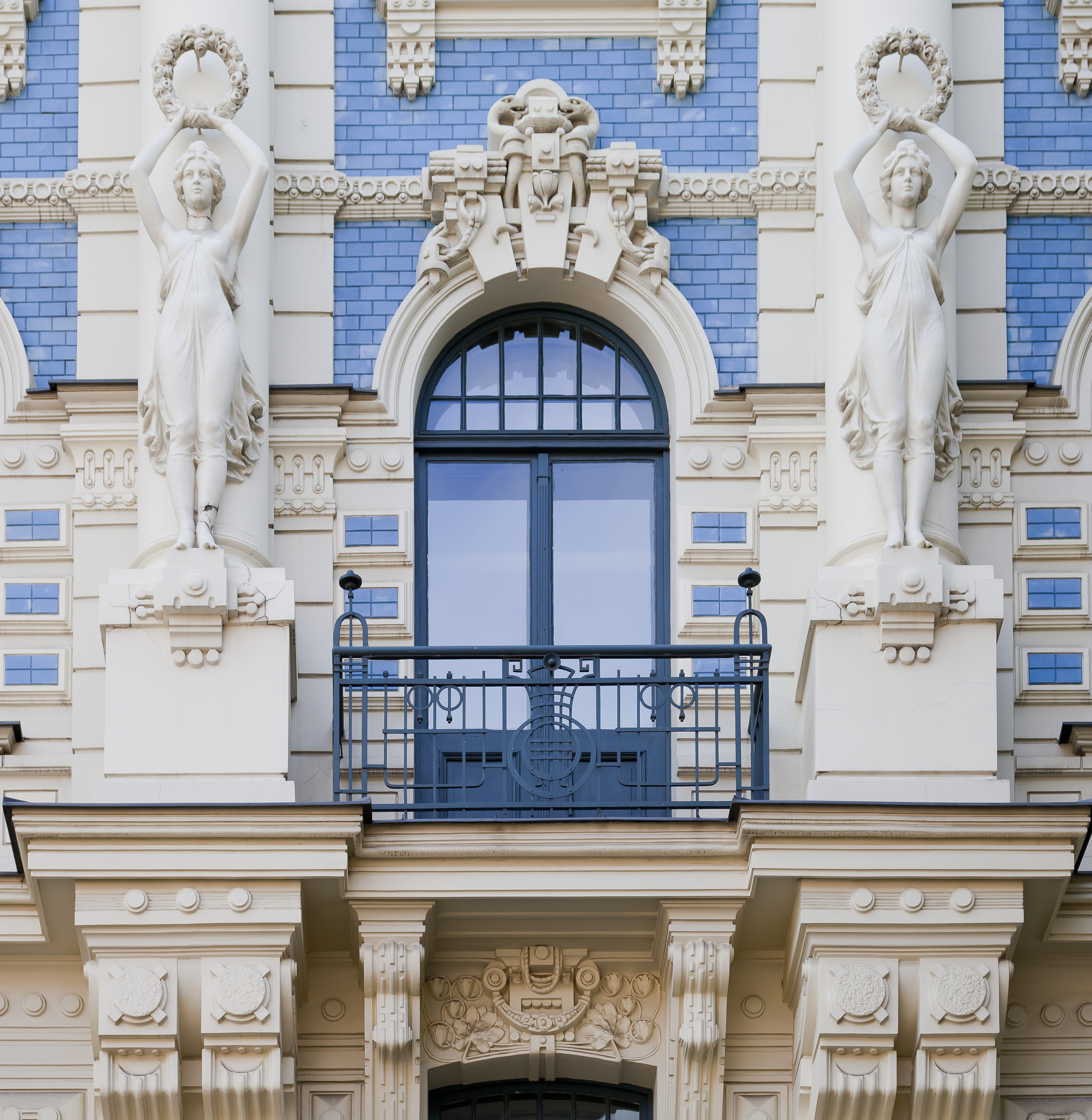
Huvudbyggnaden för Stockholm School of Economics in Riga. Denna berömda Art Nouveau-byggnad på Strelnieku iela 4a i centrala Riga har ritats av arkitekten Michail Eisenstein.

### The European Institute of Japanese Studies
Ett av Handelshögskolans forskningsinstitut, The European Institute of Japanese Studies (EIJS), har öppnat filial i Tokyo. Denna ligger i byggnaden Marubiru Conference Square i stadsdelen Marunouchi, Chiyoda-ku, i Tokyo.

### Nordiska detaljhandelshögskolan i Norrtälje
År 2009 tog Handelshögskolan i Stockholm över ansvaret för Nordiska detaljhandelshögskolan i Norrtälje från Stockholms universitet. Nordiska detaljhandelshögskolans verksamhet bedrevs på Campus Roslagen i Norrtälje, med lokaler för undervisning, administration och viss forskning. Denna verksamhet flyttade år 2015 till Handelshögskolans campus i Stockholm.

## Konstverk

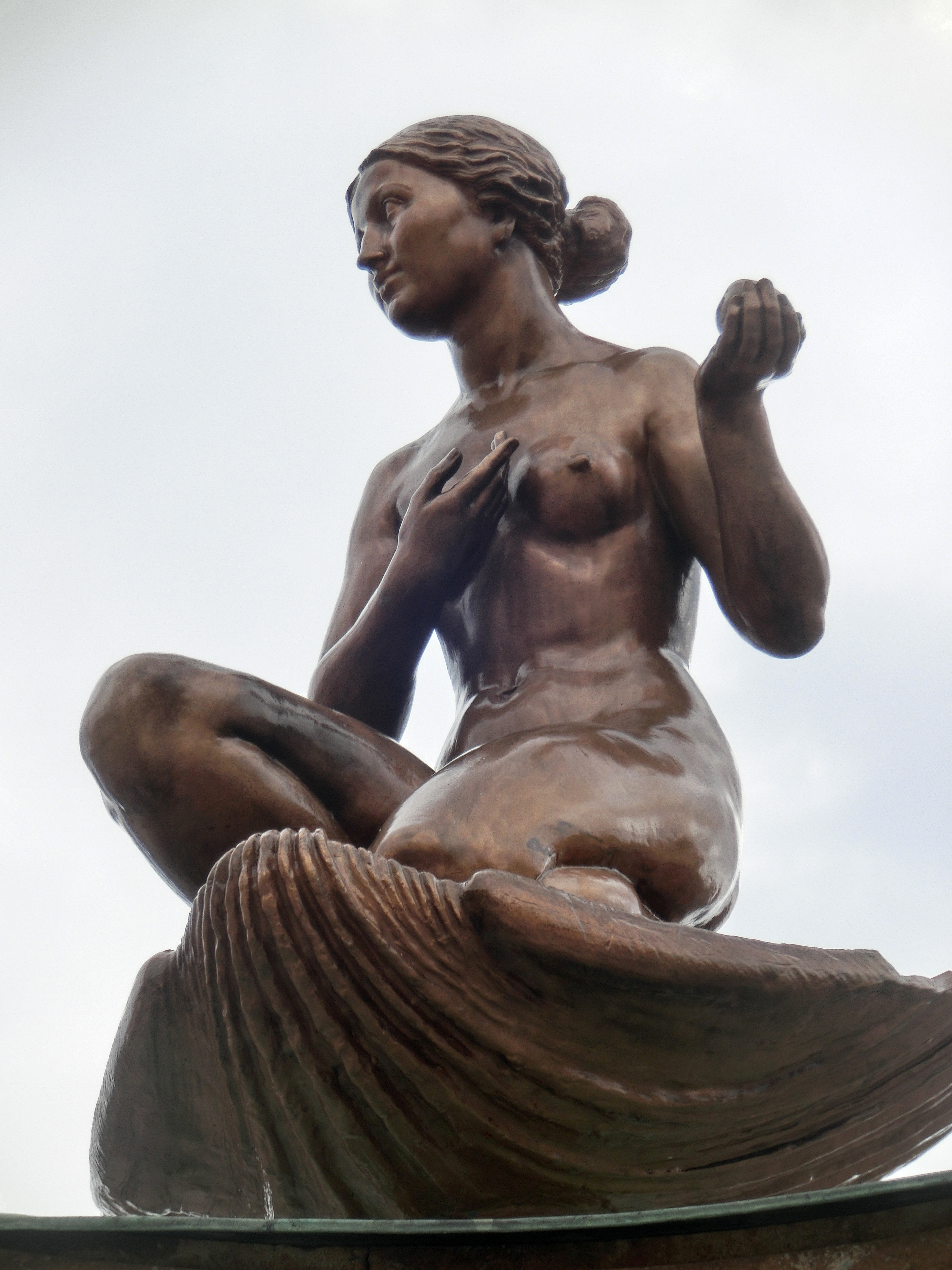
Ansgar Almquist har även formgivit Venus i badet i Falköping

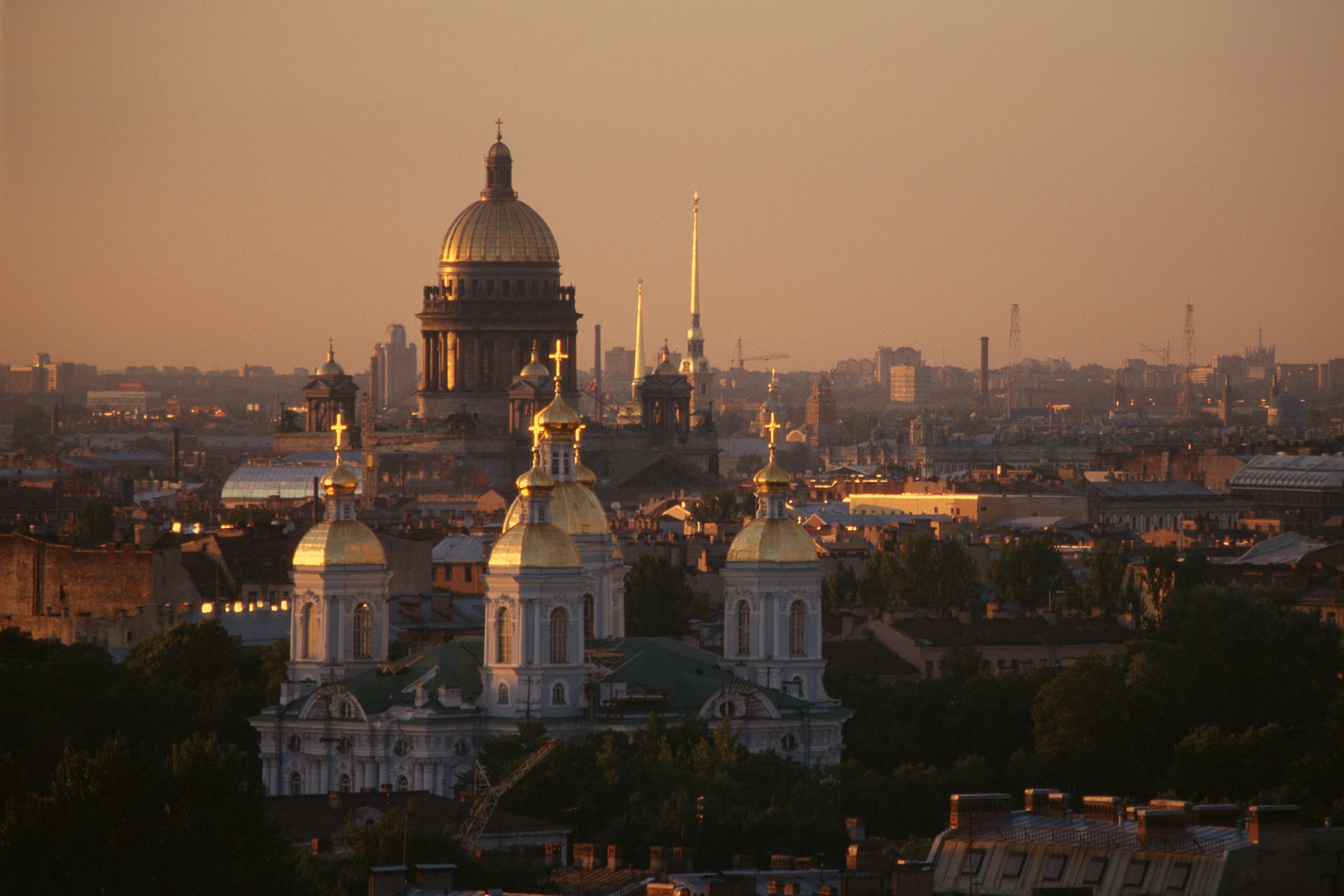
Stockholm School of Economics in Russia grundades av Handelshögskolan 1997. Bild över området i Sankt Petersburg där SSE Russia ligger.

Handelshögskolan har ett antal konstverk i, och i anslutning till, sina byggnader. Bland dess märks
Konstnär, konstverkets namn, beskrivning, övriga kända verk
- Ansgar Almquist (1889–1973, även Ansgarius Almquist)

Hermes (köpmännens gud i grekisk mytologi, benämnd Merkurius i romersk mytologi), skulptur på högskolans huvudbyggnads fasad mot Sveavägen. Även stenreliefer i fönsterkornischer på fasaden.
Venus i badet (1931), skulptur i brons, fontänen av Ivar Tengbom på Stora torget i Falköping
Carl Linné (1938), skulptur i brons, Sankt Petriplatsen i Lund
Fiskarflickan (uppsatt 1973), skulptur i brons, Stadshuset i Lidingö
- Olle Bærtling (1911–1981)

Xral, stålrörsskulptur norr om Handelshögskolan i Stockholms huvudbyggnads entré
Xue, Xuf och Xug (1968), Högskolan i Halmstad
Yzip (1969), Vår gård i Saltsjöbaden
Yz (1970), Stockholms universitet, Frescati i Stockholm
- Lars Erik Falk (född 1922)

skulptur vid Handelshögskolans huvudbyggnad
Färgtorn (1981), vid Lindhagensplan i Stockholm
- Claes Hake (född 1945)

Arch, skulptur i granit söder om Handelshögskolans huvudbyggnads entré vid Sveavägen
Arch, 1995, Umedalens skulpturpark i Umeå
Södra porten, 1995, Göteborg
Arch, granit, 2011, Dockplatsen i Västra hamnen i Malmö
- Berta Hansson (1910–1994)

Uhuru (1968), applikation, Handelshögskolan i Stockholm
Uhuru (1972), applikation, Karolinska Universitetssjukhuset i Huddinge
- Folke Ricklund

dekorationsmålningar i Handelshögskolans byggnad på Holländargatan
har utfört dekorationsmålningar i Stockholms konserthus och Nordiska museet
representerad på Moderna museet och Prins Eugens Waldemarsudde i Stockholm, samt Statens Museum for Kunst i Köpenhamn

## Trivia

### Föreläsningssalar och arbetsrum namngivna efter donatorer
Som nämnts ovan finansieras Handelshögskolans verksamhet till övervägande del av privata medel. Stora donationer har bland annat gjorts av Knut och Alice Wallenbergs stiftelse, Peter Wallenberg, Torsten och Ragnar Söderbergs stiftelse,  Ruben Rausings stiftelser, Erling Persson (grundare av Hennes & Mauritz) samt av finansmannen Fredrik Lundberg och familjen Bonnier. Flera av skolans stora föreläsningssalar har namngetts efter donatorer. Till dessa hör den tekniskt sett mest avancerade salen, KAW (Knut och Alice Wallenberg) samt salarna Peter Wallenberg, Torsten, Ragnar, Ruben, grupparbetsrummet Fredrik, Erling Perssonrummet och bibliotekets läsesal Bonnierrummet.

### Kvarteret Luftspringaren
I Handelshögskolans studentkårs tidning Minimax finns en berömd kolumn kallad Luftspringaren. Kolumnen har fått sitt namn av att tidningens redaktion ligger i högskolans fastighet Luftspringaren på Saltmätargatan i Stockholm.

## Bildgalleri

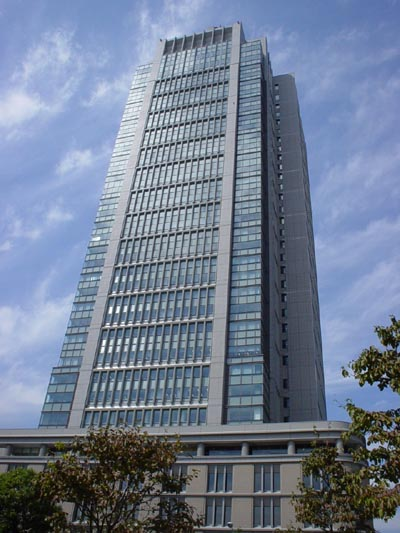
EIJS lokaler i byggnaden Marubiru Conference Square i stadsdelen Marounochi, Chiyoda-ku, Tokyo, Japan.
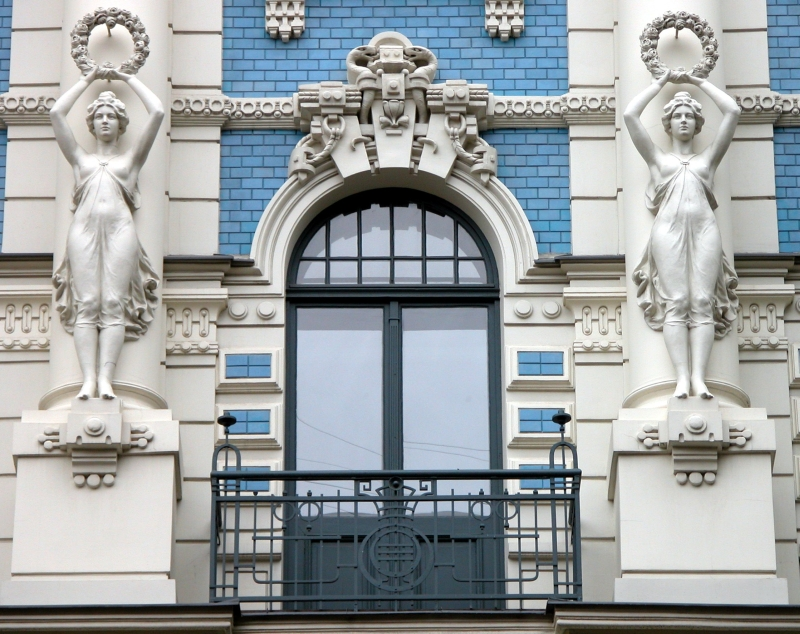
Fasaddetalj, HHS Riga (SSE Riga) i Riga, Lettland.
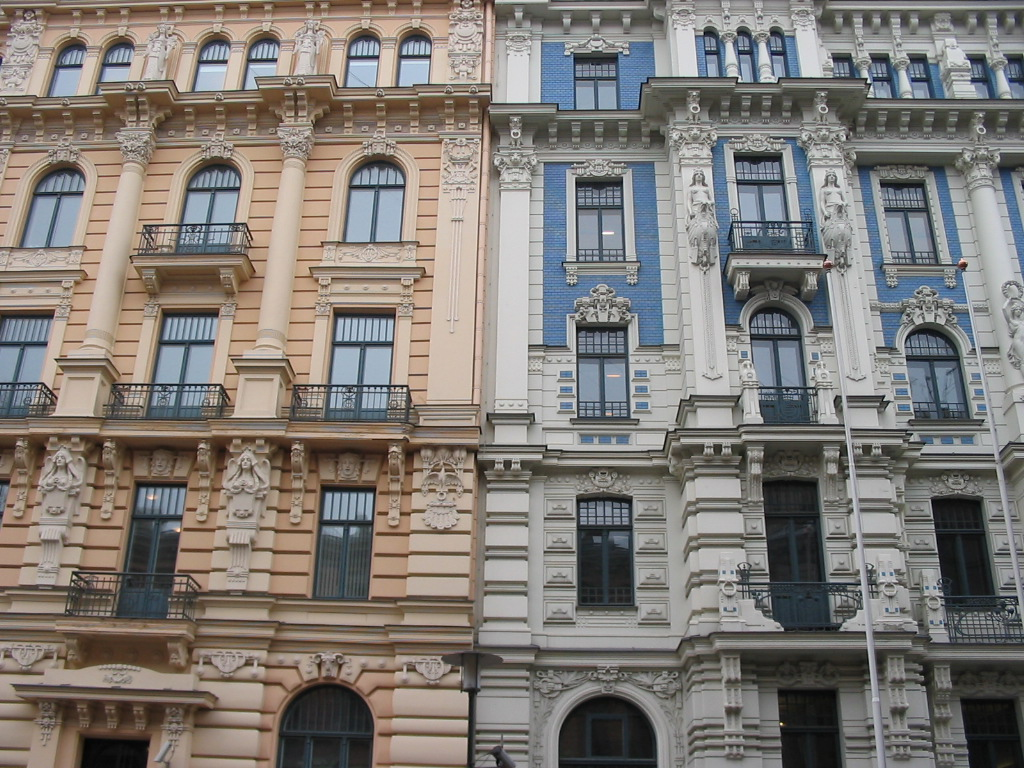
Strelnieku iela 6, vänster, och Strelnieku iela 4a (SSE Riga), höger.